# Aglaonice (cràter)
Aglaonice és un cràter d'impacte en el planeta Venus de 63,7 km de diàmetre. Porta el nom d'Aglaonice (fl. segle ii aC), astrònoma de l'antiga Grècia, i el seu nom va ser aprovat per la Unió Astronòmica Internacional el 1991.